# Гудково (Калінінградська область)
Гудково (рос. Гудково) — селище Німанського району, Калінінградської області Росії. Входить до складу Німанського міського поселення.
Населення —  87 осіб (2015 рік). 